# Flavescenza dorata

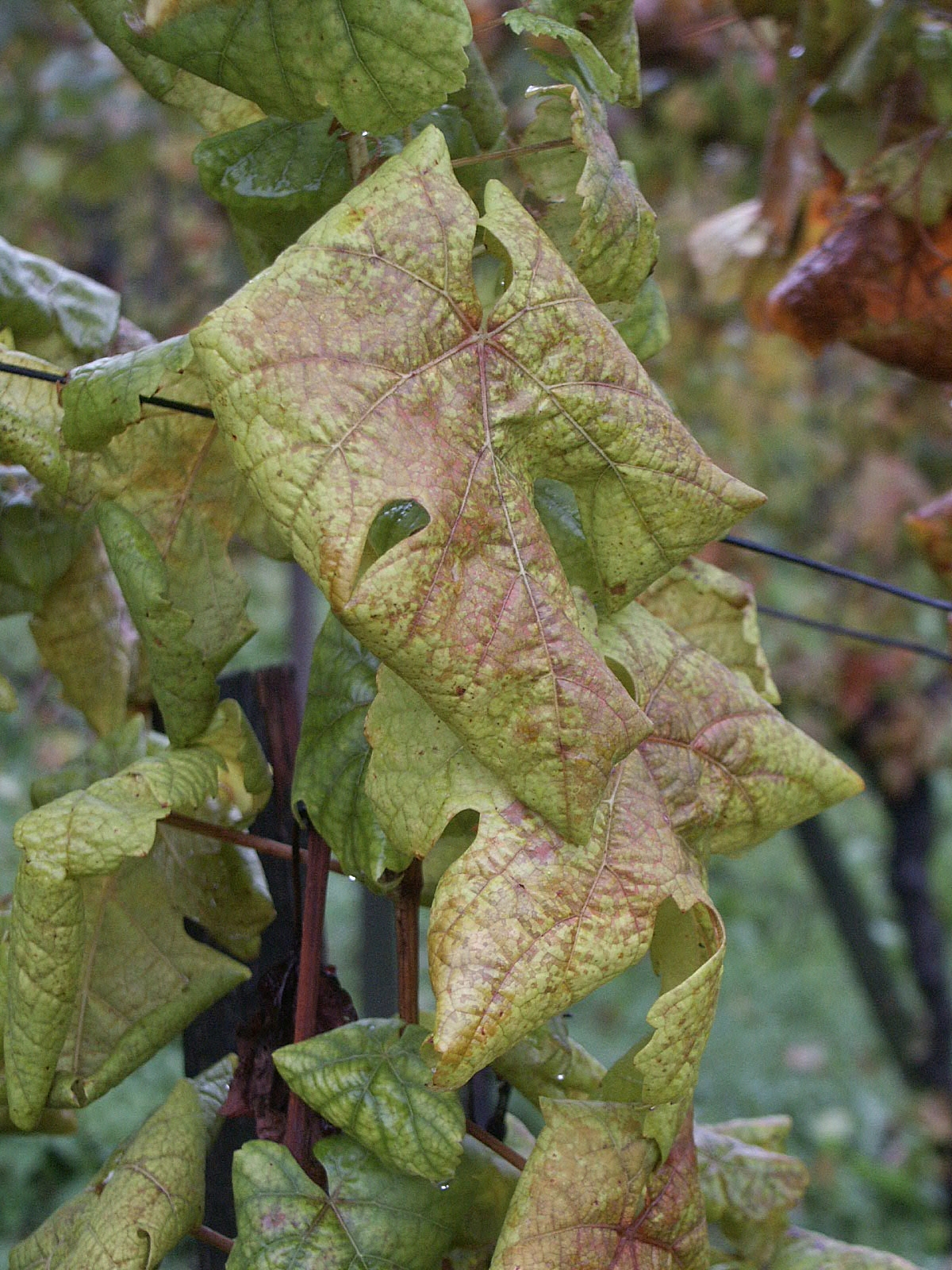
Flavescenza dorata su foglie di vite

La flavescenza dorata (FD) è una fitoplasmosi provocata dai fitoplasmi del gruppo 16Sr V (sottogruppi C e D). Essa appartiene al gruppo dei giallumi della vite. Il nome viene attribuito dalla colorazione gialla dorata che assumono le foglie, i tralci ed i grappoli di vitigni a bacca bianca una volta colpiti. L'agente causale della malattia è il Candidatus Phytoplasma vitis, un fitoplasma che si insedia nei tessuti floematici dell'ospite e ne provoca il blocco della linfa elaborata, inducendo uno squilibrio delle attività fisiologiche dalla pianta stessa.

## Sintomatologia
I sintomi della flavescenza dorata si riscontrano sulle foglie, sui tralci e sui grappoli. Si osservano in piena estate, dal mese di luglio si accentuano progressivamente fino ad essere riconoscibili dalla metà di agosto alla metà di settembre. Rimane comunque indistinguibile, senza l'analisi di laboratorio, da un altro fitoplasma che colpisce la vite, quello del legno nero (LN).
I sintomi possono essere localizzati sui tralci o essere genericamente sull'intera pianta. Le foglie evidenziano anomalie cromatiche su una parte, le nervature o l'intera lamina (ingiallimenti su vite a bacca bianca e arrossamenti su vite a bacca nera). Possono assumere frequentemente una forma triangolare con i bordi arrotolati verso il basso con un cambiamento anche della consistenza al tatto che diventa cartacea. I tralci rimangono erbacei per la mancata o irregolare lignificazione e presentano spesso pustole oleose alla base. I grappoli possono presentare diversi sintomi: parziali o totali disseccamenti del rachide oppure un appassimento e cascola degli acini al momento della maturazione. Da ciò si evince il maggior danno economico per il settore vinicolo.
Le piante colpite muoiono raramente, però la fitopatia porta a un graduale deperimento della vegetazione influendo negativamente sulle produzioni.

## Eziologia
La malattia è originaria delle regioni Europee come malattia endemica, ma non ha costituito un problema sino all'arrivo dello Scaphoideus titanus Ball, originario dell'areale Neartico, dove il fitoplasma non è presente e perciò lo S. titanus è vettore di altri fitoplasmi come l'Ash Yellows, X-Disease e Grapevine Yellows.

Il vettore è giunto in Francia nel 1955. In Italia è stato segnalato per la prima volta nel 1963 in Liguria.
Oggi il ciclo dello S. titanus è chiuso ed è pertanto un insetto obbligato della vite. Alcuni studi hanno dimostrato la possibilità da parte della Dictyophara europea Linnaeus 1767 nel trasmettere la FD da piante spontanee, in particolare da Clematis vitalba, a vite (sebbene questa trasmissione sia rara); è quindi probabile che successivamente sia avvenuto il contatto tra S. titanus e una vite infettata precedentemente da D. europea, dando inizio alla diffusione epidemica della FD.
Il vettore rimane infettivo per tutta la durata del suo ciclo vitale, nutrendosi su piante infette assume il fitoplasma e dopo un periodo di latenza può inocularlo nel floema di piante sane.
La diffusione della malattia non ha limiti, può avvenire sia in pieno campo che in vivaio. In misura minore la malattia può essere trasmessa anche attraverso materiale di propagazione infetto (innesti), il danno in questo caso è limitato poiché il materiale vegetale non attecchisce o dà origine a barbatelle di qualità non commerciabile, è significativo invece il rischio derivante dall'esposizione alle punture dell'insetto e al trasporto di uova tramite barbatella.

Infatti questo vettore sverna allo stadio di uovo nel legno di 2 o più anni, ma le barbatelle sono costituite da materiale di un anno, perciò è necessario per il vivaista separare il materiale proprio nuovo, il materiale in conto lavorazione e soprattutto le rimesse di vivaio, che vengono poi rivendute l'anno successivo e quindi sono perfettamente adatte a contenere le uova del vettore.

## Lotta
La flavescenza dorata in Italia è una malattia sottoposta a quarantena, è in atto la lotta obbligatoria secondo il decreto ministeriale nº 32442 del 31 maggio 2000.
L'articolo 9 specifica che, in caso di mancanza di applicazioni delle disposizioni del decreto, gli inadempienti vengono denunciati all'autorità giudiziaria a norma dell'articolo 500 del codice penale.
Le misure della lotta prevedono, una volta accertata la presenza della malattia, l'eliminazione delle piante infette ed il controllo per gli anni successivi. Nel caso di contemporanea presenza dello Scaphoideus titanus si predispongono anche trattamenti con insetticidi specifici. Tra le misure di prevenzione l'impiego di materiale di moltiplicazione sano.
Un sistema efficace per la sterilizzazione del materiale vivaistico consiste nella immersione in acqua, in vasca termostatata a 55 °C per 45 minuti, del materiale legnoso.
Tramite le analisi di biologia molecolare è possibile effettuare una diagnosi precoce, veloce e conveniente, intervenendo in modo rapido e preciso. Grazie a nuovi strumenti si può effettuare l'estrazione del campione in pochi minuti, il disarmo patogeno e inviare il materiale da analizzare in totale sicurezza.